# 露西·弗雷泽
露西·弗雷泽，KC（1974年2月25日—）是一位英国保守党政治人物。2015年5月7日至2024年5月30日間任英国国会下议院東南劍橋郡選區议员，从政前是一位御用大律师。

## 早年生活和教育
1972年5月17日，弗雷泽出生于约克郡，是犹太移民的后裔，祖父Hyman Frazer博士是数学家、大律师和教育家，曾任兰开斯特一所六年制学院的校长， 她的父亲Colin Peter Frazer是利兹现已倒闭的Fox Hayes律师事务所的合伙人。
弗雷泽在利兹女子高中 和剑桥大学纽汉姆学院接受教育，曾当选为剑桥大学辩论社主席。

## 个人生活
弗雷泽有两个孩子，她的丈夫David Leigh曾任全球教育公司Study Group的首席执行官。.